# Jean Boissonnas
Pour les articles homonymes, voir Boissonnas.
Jean Boissonnas, né le 4 octobre 1867 aux Eaux-Vives et décédé le 31 octobre 1951 à Genève, est un homme politique suisse membre du Parti libéral (appelé Parti démocrate à Genève).

## Biographie
Fils du conseiller d'État Charles Boissonnas, il sera ingénieur diplômé de l'École polytechnique fédérale de Zurich.
Devenu à son tour conseiller d'État chargé des travaux publics entre 1924 et 1930, on lui doit l'achèvement du pont Butin, la reconstruction de la gare Cornavin, le développement de l'aérodrome de Cointrin, l'installation de la Société des Nations dans la propriété Revilliod à l'Ariana. Boissonnas fait également voter les lois de 1929 sur les constructions et les voies de communication et participe à la mise en œuvre de la loi de fusion de 1930 entre la ville de Genève et les trois communes suburbaines.
Il est membre du Comité parisien de la Banque ottomane de 1919 à 1942.
Président des Services industriels de Genève de 1931 à 1941, il décide la construction de l'usine hydroélectrique de Verbois.

## Sources
- « Jean Boissonnas » dans le Dictionnaire historique de la Suisse en ligne.